# زنان استثنائی و دیگران (فیلم)
زنان استثنایی و دیگران (انگلیسی: Uncommon Women and Others) فیلم تلویزیونی آمریکایی و محصول سال ۱۹۷۸ میلادی است.

## موضوع فیلم
در ظهر یکی از روزهای تابستان سال ۱۹۷۸ فارغ التحصیلان یک دانشگاه همدیگر را هنگام صرف ناهار ملاقات می‌کنند و ...